# Shariatpur (stad)
Shariatpur is een stad in Bangladesh. De stad is de hoofdstad van het district Shariatpur. De stad telt ongeveer 42.000 inwoners.